# Lorne Currie
Lorne Currie (Le Havre, 25 de abril de 1871 — 21 de junho de 1926) foi um velejador britânico, campeão olímpico. Ele competiu nas provas de classe aberta e classe ½ – 1 Ton realizadas nos Jogos Olímpicos de Verão de 1900, conquistando a medalha de ouro em ambas as disputas ao lado de John Gretton, Linton Hope e Algernon Maudslay.